# アレクシス・ダモー

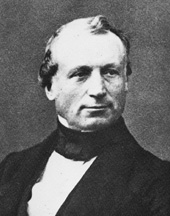
アレクシス・ダモー

アレクシス・ダモー（Alexis Damour、1808年 - 1902年）はフランスの鉱物学者である。
パリに生まれた。法律を学び、外務省で働いた。鉱物学に興味を持ち独学で鉱物の化学分析を学び多くの鉱物学の著作を行った。多くの新鉱物を、単独または他の学者とともに発見した。
白雲母(muscovite)の変種の鉱物がダモーの名からDamouriteと命名された。

## ダモーの発見した鉱物
- Alluaudite （アルオー石）
- Bertrandite（ベルトラン石）
- Descloizite（デクロワゾー石）
- Dufrénite（デュフレン石）
- Faujasite（フォジャ沸石）
- Goyazite（ゴヤス石）
- Hydroxylapatite（水酸燐灰石）
- Jadeite（ヒスイ輝石）
- Jacobsite（ヤコブス鉱）
- Jeremejevite（エレメエフ石）
- Kentrolite（ケントロ石）(Vom Rathと共同発見)
- Roméite（ロメ石）
- Trippkéite（トリプケ石）(Vom Rathと)
- Vietinghofite (M.V.Lomonosovと共同発見)
- Zincalulminite（亜鉛礬土石）